# Gazzata
Gazzata è una frazione di San Martino in Rio in provincia di Reggio Emilia. Dista circa 3,73 km da San Martino In Rio e 14 km dal capoluogo provinciale Reggio Emilia.

## Storia
Le prime notizie della presenza di Gazzata risalgono tra il 1063 e il 1092.
Sorgeva qui un castello chiamato "Della Gazzada" abitato all'omonima famiglia.
Il nome Gazzata è dovuto alla presenza di gazze, uccelli che compaiono anche nello stemma dei Muti della Gazzata, antichi dominatori del luogo.
Il territorio era anche indicato con il nome di Canarolo, che appare infatti in vari documenti attestanti, fin dal 1049, la presenza di una "Chiesa di Canarolo", dedicata a San Pietro e a Santa Maria. Il Papa Celestino III nel 1124 e Gregorio IX nel 1228 riconobbero la Chiesa, prima di Canarolo, poi di Gazzata, filiale e dipendente del famoso Monastero di San Prospero di Reggio Emilia. Solo nel 1591 fu unita alla Chiesa Collegiata di San Martino in Rio.
Probabilmente Canarolo e Gazzata distinguevano due parti vicine del territorio, come due erano i nuclei abitati. Il primo, formato dal "Castello", corte agricola fortificata e dominata dalla potente famiglia dei Muti, è identificabile nella zona presso l'oratorio di San Pellegrino, ora caduto in disuso. L'altro era costituito dalla Chiesa principale, situata nello stesso luogo di quella attuale.
Il nome "Gazzata" diventò predominante sull'altro a partire dal XIII secolo.
Gazzata, sotto il dominio dei Muti, viene coinvolta nella lotta tra i Guelfi e i Ghibellini reggiani. Solo nel 1368 passa sotto quello dei Roberti e poi degli Este di San Martino in Rio, seguendo le vicende di questo Comune.

## Monumenti e luoghi d'interesse
- Chiesa della Natività di Maria Vergine